# Orville (Côte-d’Or)
Orville – miejscowość i gmina we Francji, w regionie Burgundia-Franche-Comté, w departamencie Côte-d’Or.
Według danych na rok 1990 gminę zamieszkiwały 182 osoby, a gęstość zaludnienia wynosiła 81 osób/km² (wśród 2044 gmin Burgundii Orville plasuje się na 729. miejscu pod względem liczby ludności, natomiast pod względem powierzchni na miejscu 1354.).